# Escola Superior de Engenharia e Gestão
A Faculdade ESEG, do Grupo Etapa, é a faculdade brasileira do Grupo Etapa Educacional sediada na cidade de São Paulo (SP).

## Origem
Criada em 2006, esta instituição de ensino superior (IES) é parte do Grupo empresarial Etapa Educacional, grupo este que possui origens em um curso pré-vestibular criado em São Paulo na década de 1970, que resultou no Colégio Etapa em 1982 e, posteriormente, desembocaria nesta IES.

## Unidades
- São Paulo (Unidade Paraíso)
- São Paulo (Unidade Vila Mariana)

## Cursos

### Graduação
- Engenharia de Produção[3]
- Engenharia de Computação[3]
- Administração[3]
- Economia[3]
- Direito[3]

### Pós-GraduaçãoLato Sensu
- Engenharia de Segurança do Trabalho;[4]
- Gestão de Finanças;[4]
- MBA em Gestão de Negócios;[4]
- MBA em Gestão de Projetos;[4]
- MBA em Gestão de Tecnologia da Informação (TI).[4]

## Prêmio ESEG de Gestão
A ESEG promove, em parceria com o Centro Paula Souza (CEETEPS) da Secretaria de Educação do Governo do Estado de São Paulo, um concurso científico destinado a alunos concluintes dos Ensinos Técnico e Médio que visa premiar projetos criativos para a melhoria de processos ou produtos, por meio das mais diversas ferramentas de gestão.
Criado em 2010, o Prêmio ESEG de Gestão premia alunos das Escolas Técnicas (Etecs) estaduais.

### Vencedores
| Ano  | | | |                      |
| Ano  | ETEC/Município | Projetos ganhadores | Nomes dos Alunos e Professores Orientadores | Fontes da informação |
| ---- | --- | --- | --- | -------------------- |
| 2010 | Etec de São Paulo (São Paulo) | Controle de chamados técnicos | José da Silva Junior (aluno), Josias de Souza (aluno), Silvia Ferreira (aluna) | [ 6 ]                |
| 2011 | Etec de São Paulo (São Paulo) | Gerenciamento de loja de roupas | Andre Alves (aluno), Renato de Souza (aluno), Eduardo Sanchez (aluno) | [ 7 ]                |
| 2012 | sem dados | sem dados | sem dados |                      |
| 2013 | ETEC de Ribeirão Pires (Ribeirão Pires) | projeto de uma empresa que tem por objetivo inovar no mercado moveleiro produzindo móveis de bambu prensado, com foco da preservação do meio ambiente | Regiane Aparecida da Silva Rocha (aluna), Marcela Coelho Cunha (aluna), Emily Brandão Ferreira (aluna), Prof. Valdemir Pezzo (orientador) | [ 8 ]                |
| 2014 | Etec Prof. Carmelino Côrrea Júnior (Franca) | CimentECO | Hellen Sena (aluna), Isabela de Sousa (aluna) e Joyce Barreto (aluna), Profa. Joana D'Arc Félix de Souza (orientadora) | [ 9 ] [ 10 ]         |
| 2015 | Etec Júlio de Mesquita (Santo André) | A grama na Ciência é mais verde: ação do óleo extraído de grama como antibiótico natural | João Miguel Alves Nunes (aluno), Prof. Genoilson de Brito Alves (orientador), Profa. Magali Canhamero (coorientadora) | [ 9 ] [ 11 ]         |
| 2016 | Etec de Suzano (Suzano) | desenvolvimento de uma pomada cicatrizante, utilizando espinafre como matéria-prima, a “Chlorophyll Ointment” (pomada de clorofila, em inglês) | Victor de Sousa (aluno), Rafaela de Oliveira (aluna), Sabrina Gardiano (aluna), Prof. Cesar Tatari (orientador) | [ 12 ] [ 13 ]        |
| 2017 | - Etec Aristóteles Ferreira (Santos) {categoria Gestão}; - Etec Trajano Camargo (Limeira) {categoria Controle e Processos Industriais}; - Etec Parque da Juventude (São Paulo) {categoria Tecnologia da Informação e Infraestrutura}; - Etec de Cubatão (Cubatão) {categoria Saúde}                   | - Tecnologia QR Code a favor da informação e cultura {categoria Gestão} - Adubo orgânico proveniente do lodo de estação de tratamento de esgoto com adição de fósforo e potássio extraídos da casca da banana {categoria Controle e Processos Industriais} - Médico agora {categoria Tecnologia da Informação e Infraestrutura} - Sabonete repelente a partir da reciclagem do óleo doméstico {categoria Saúde} | - Nelson Melão (aluno), Thais Araújo (aluna), Vera Ramos (aluna), Profa. Ana dos Reis (orientadora) {categoria Gestão} - Mariana de Almeida (aluna), Melissa Hable (aluna), Prof. Reinaldo Blezer (orientador) {categoria Controle e Processos Industriais} - Carlos Sanches (aluno), Matheus Prada (aluno), Yuri Zwaig (aluno), Profa. Veridiana Ferreira (orientadora) {categoria Tecnologia da Informação e Infraestrutura} - Isaias Lima (aluno), Marcelo Santos (aluno), Raphael Pupo (aluno), Prof. André Vicente (orientador) {categoria Saúde}                           | [ 14 ]               |
| 2018 | - Etec Antonio de Pádua Cardoso (Batatais) {categoria Gestão}; - Etec Júlio de Mesquita (Santo André) {categoria Controle e Processos Industriais}; | - PODERATUE: A Rica União entre Técnicos e Empresas {categoria Gestão} - Estudo da Pinha de 'Pinus Elliottii’ como Fertilizante Natural {categoria Controle e Processos Industriais} | - Larissa Rufato (aluna), Matheus Diverno (aluno), Paulo Krempel (aluno), Prof. Abelardo Oliveira (orientador) {categoria Gestão} - Giovana dos Santos (aluna), Isabela Gomes (aluna), Raquel da Silva (aluna), Profa. Edna de Almeida (orientadora) {categoria Controle e Processos Industriais} | [ 15 ]               |
| 2019 | - Etec Prof. Massuyuki Kawano (Tupã) {categoria Gestão}; - Etec Prof. Armando José Farinazzo (Fernandópolis) {categoria Controle e Processos Industriais}; - Etec Adolpho Berezin (Mongaguá) {categoria Tecnologia da Informação e Infraestrutura}; - Etec Bento Quirino (Campinas) {categoria Saúde} | - Briquete com resíduos da casca de amendoim {categoria Gestão} - Reflorestamento autônomo com uso de drones {categoria Controle e Processos Industriais} - Blindaccess – sistema de mobilidade urbana voltado para deficientes visuais {categoria Tecnologia da Informação e Infraestrutura} - Dispositivo para auxiliar deficientes auditivos na detecção de choro de bebês {categoria Saúde}                 | - Felipe do Nascimento (aluno), Ígor Prado (aluno), Raul da Silva (aluno), Prof. Edson Tessaro Júnior (orientador) {categoria Gestão} - Isabela Zarda (aluna), Luis Telles (aluno), Maria Paulique (aluna), Prof. Fernando Landim (orientador) {categoria Controle e Processos Industriais} - José Pecorari (aluno), Nayara Ribeiro (aluna), Victor Barreto (aluno), Profa. Graciete dos Santos (orientadora) {categoria Tecnologia da Informação e Infraestrutura} - Jonathan Melo (aluno), Victória da Cruz (aluna), Prof. Marcelus Guirardello (orientador) {categoria Saúde} | [ 16 ]               |